# 库雷焦
库雷焦（義大利語：Cureggio），是意大利诺瓦拉省的一个市镇。总面积8平方公里，人口2527人，人口密度315.9人/平方公里（2009年）。ISTAT代码为003058。